# Consell General de l'Alta Garona

Logo del Consell General

El Consell General de l'Alta Garona (occità Conselh general de Garona Nauta) és l'assemblea deliberant executiva del departament francès de l'Alta Garona, a la regió d'Occitània.
La seu es troba a Tolosa de Llenguadoc i des de 1988 el president és Pierre Izard (PS).

## Composició
El març de 2008 el Consell General de l'Alta Garona era constituït per 53 elegits pels 53 cantons de l'Alta Garona.
| Partit                        | Sigles | Electes |
| ----------------------------- | ------ | ------- |
| Majoria (47 escons)           |        |         |
| Partit Socialista             | PS     | 43      |
| Divers Gauche                 | DVG    | 2       |
| Partit Comunista              | PCF    | 1       |
| Partit Radical d'Esquerra     | PRG    | 1       |
| Oposició (6 escons)           |        |         |
| Unió pel Moviment Popular     | UMP    | 3       |
| Divers Droite                 | DVD    | 3       |
| President del Consell General |        |         |
| Pierre Izard (PS)             |        |         |